# Ган-Клаб-Естейтс (Флорида)
Ган-Клаб-Естейтс (англ. Gun Club Estates) — переписна місцевість (CDP) в США, в окрузі Палм-Біч штату Флорида. Населення — 816 осіб (2020).

## Географія
Ган-Клаб-Естейтс розташований за координатами 26°40′31″ пн. ш. 80°6′29″ зх. д. / 26.67528° пн. ш. 80.10806° зх. д. (26.675333, -80.108062).  За даними Бюро перепису населення США в 2010 році переписна місцевість мала площу 0,33 км², уся площа — суходіл.

## Демографія
Згідно з переписом 2010 року, у переписній місцевості мешкало 776 осіб у 244 домогосподарствах у складі 186 родин. Густота населення становила 2374 особи/км².  Було 269 помешкань (823/км²).
Расовий склад населення:
| - 80,2 % — білих - 8,6 % — чорних або афроамериканців - 1,0 % — азіатів - 0,3 % — корінних американців - 9,3 % — осіб інших рас |

До двох чи більше рас належало 0,6 %. Частка іспаномовних становила 62,6 % від усіх жителів.
За віковим діапазоном населення розподілялося таким чином: 23,2 % — особи молодші 18 років, 67,7 % — особи у віці 18—64 років, 9,1 % — особи у віці 65 років та старші. Медіана віку мешканця становила 34,7 року. На 100 осіб жіночої статі у переписній місцевості припадало 101,0 чоловіків;  на 100 жінок у віці від 18 років та старших — 100,7 чоловіків також старших 18 років.
Середній дохід на одне домашнє господарство  становив 43 323 долари США (медіана — 39 844), а середній дохід на одну сім'ю — 45 368 доларів (медіана — 43 445). Медіана доходів становила 31 113 долари для чоловіків та 22 202 долари для жінок. За межею бідності перебувало 14,4 % осіб, у тому числі 0,0 % дітей у віці до 18 років та 0,0 % осіб у віці 65 років та старших.
Цивільне працевлаштоване населення становило 509 осіб. Основні галузі зайнятості: освіта, охорона здоров'я та соціальна допомога — 22,2 %, мистецтво, розваги та відпочинок — 11,2 %, науковці, спеціалісти, менеджери — 10,6 %.